# Bananenhörnchen
Das Bananenhörnchen (Callosciurus notatus) ist ein Säugetier in der Gattung der Echten Schönhörnchen, das auf verschiedenen südostasiatischen Inseln vorkommt.

## Merkmale
| 2 | · | 0 | · | 2 | · | 3 | = 26 |
| 2 | · | 0 | · | 1 | · | 3 | = 26 |

Die Art erreicht eine Kopf-Rumpf-Länge von 15 bis 22 cm und eine Schwanzlänge von 14 bis 21 cm. Das Gewicht variiert zwischen 160 und 260 g. Das Fell der Oberseite und der buschige Schwanz haben eine olivgraue Farbe. An jeder Körperseite befindet sich bei ausgewachsenen Exemplaren ein auffälliger hellgrauer Strich, der von einem schwarzen Strich flankiert wird. Der Bauch ist leuchtend orange.

## Verbreitung und Habitat
Das Verbreitungsgebiet des Bananenhörnchens erstreckt sich über die Malaiische Halbinsel, Java, Sumatra, Borneo, Bali, Lombok sowie zahlreiche kleine Inseln derselben Region. Außerdem wurde die Art auf Salajar, südlich von Sulawesi, vom Menschen eingeführt. Das Hörnchen hält sich im Tiefland und in bis zu 1500 Meter hohen Bergen auf.
Das Habitat bilden verschiedene trockene oder feuchte Wälder wie z. B. Mangroven. Als Kulturfolger ist das Bananenhörnchen häufig in Plantagen oder anderen urbanisierten Regionen zu finden.

## Lebensweise
Bananenhörnchen sind tagaktiv und klettern hauptsächlich in Bäumen, Büschen oder anderen Pflanzen. Sie ernähren sich von Früchten, Baumrinde und Milchsaft sowie gelegentlich von Insekten.
Im Gegensatz zu den meisten anderen Echten Schönhörnchen kommen bei dieser Art oft kleinere Gruppen vor, die sich mit verschiedenen Lauten verständigen. Es gibt z. B. Warnschreie, um auf Feinde aufmerksam zu machen. Weibchen können sich das ganze Jahr über paaren, doch die meisten Jungtiere werden im Frühjahr und im Spätherbst geboren. Dabei paaren sich Weibchen meist mit mehreren Männchen. Nach einer Trächtigkeitsdauer von etwa 40 Tagen werden ein bis vier Junge geboren, die ihre ersten Wochen im Nest der Mutter verbringen. Nach etwa sechs Wochen erhalten sie keine Muttermilch mehr. Wilde Bananenhörnchen leben schätzungsweise 3 bis 7 Jahre. Ein Exemplar in menschlicher Obhut wurde 9½ Jahre alt.

## Gefahren und Status
Die Art hat verschiedene natürliche Feinde wie Raubtiere und Schlangen. Sofern von einer Schlange Gefahr ausgeht, kommt es vor, dass einzelne Gruppen diese angreifen und vertreiben (hassen).
Menschliche Aktivitäten haben keine nennenswerten negativen Auswirkungen auf Bananenhörnchen. Als Kulturfolger nimmt der Bestand der Art sogar zu. Die IUCN listet das Bananenhörnchen als nicht gefährdet (Least Concern).

## Galerie

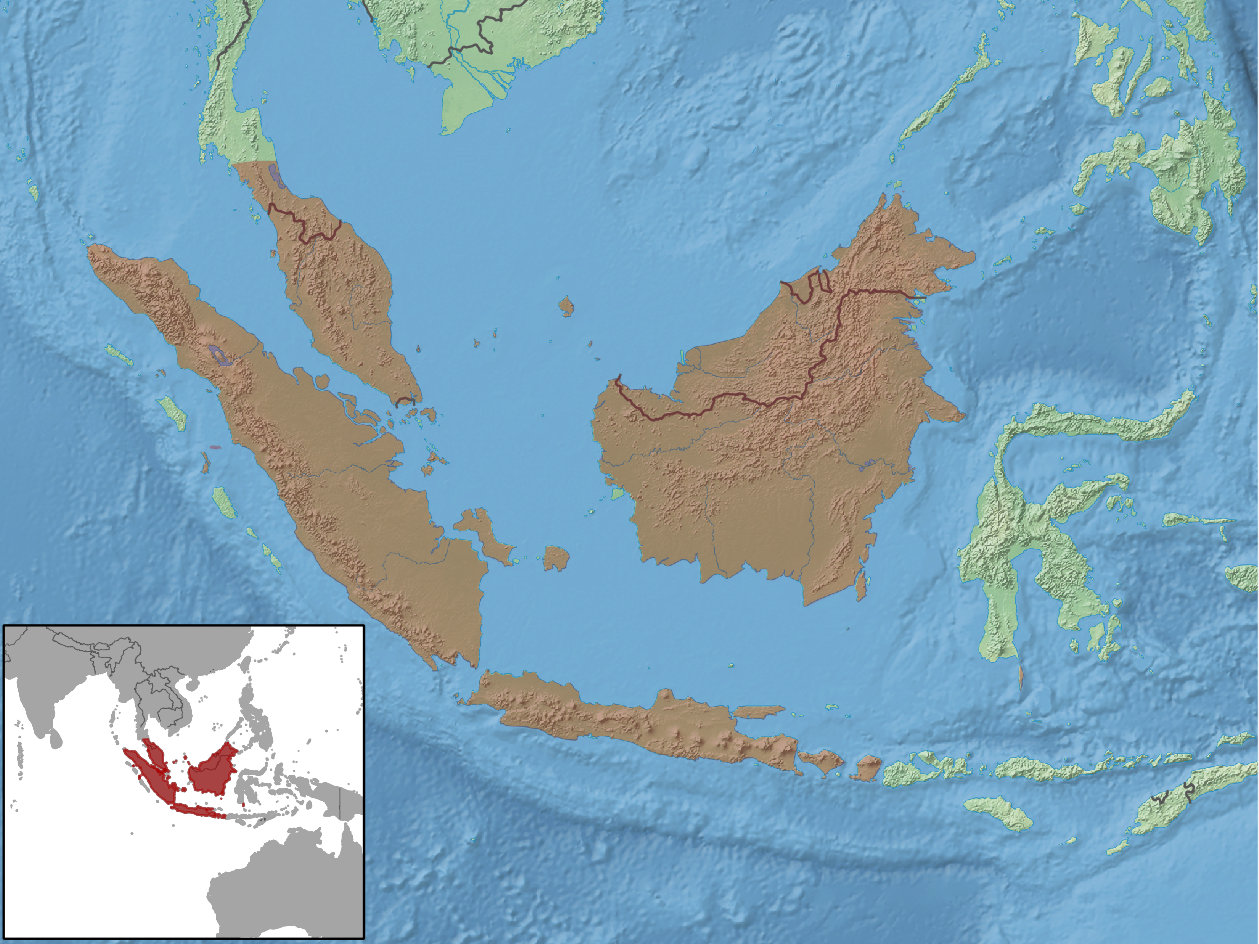
Verbreitungskarte
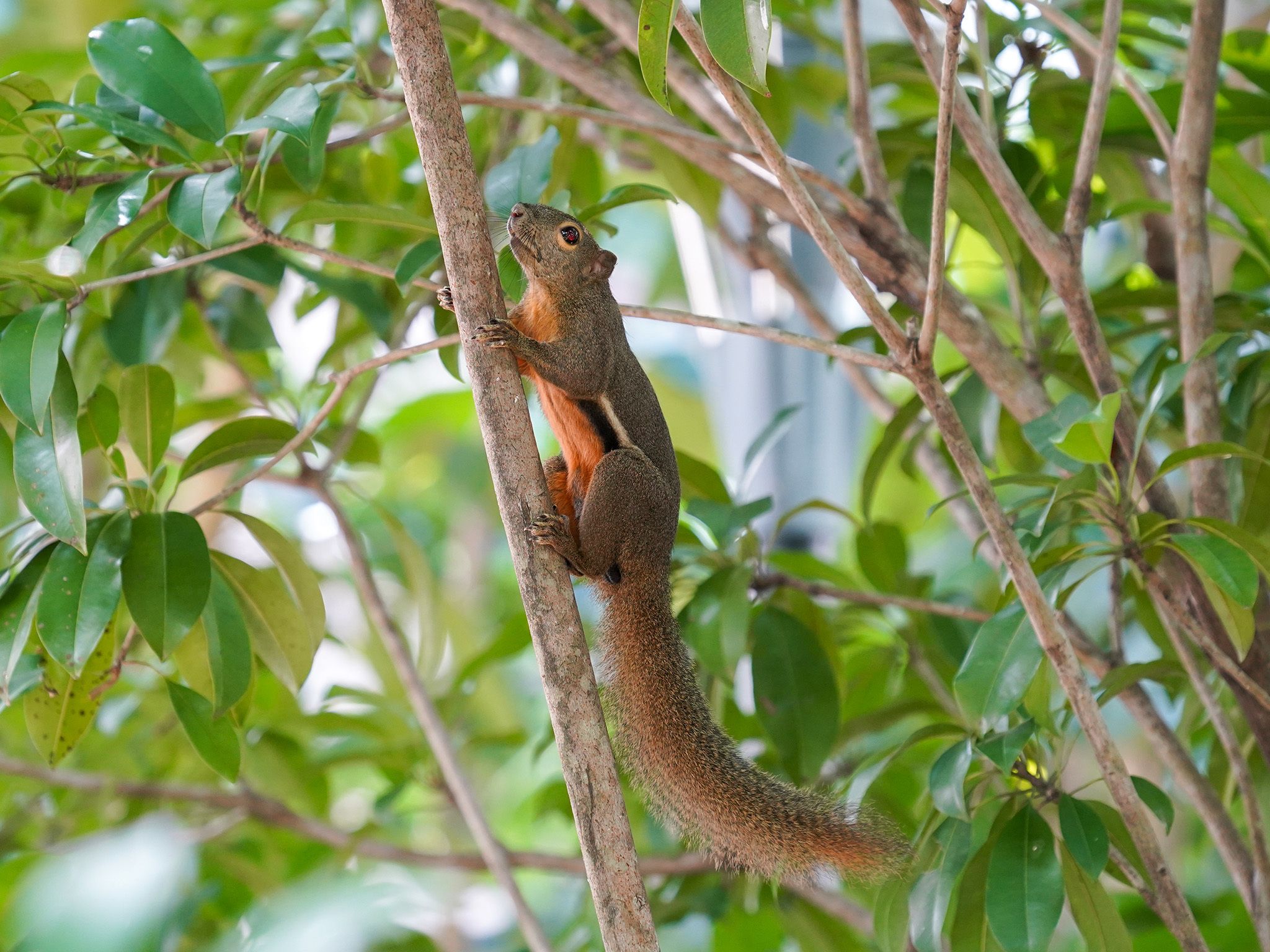
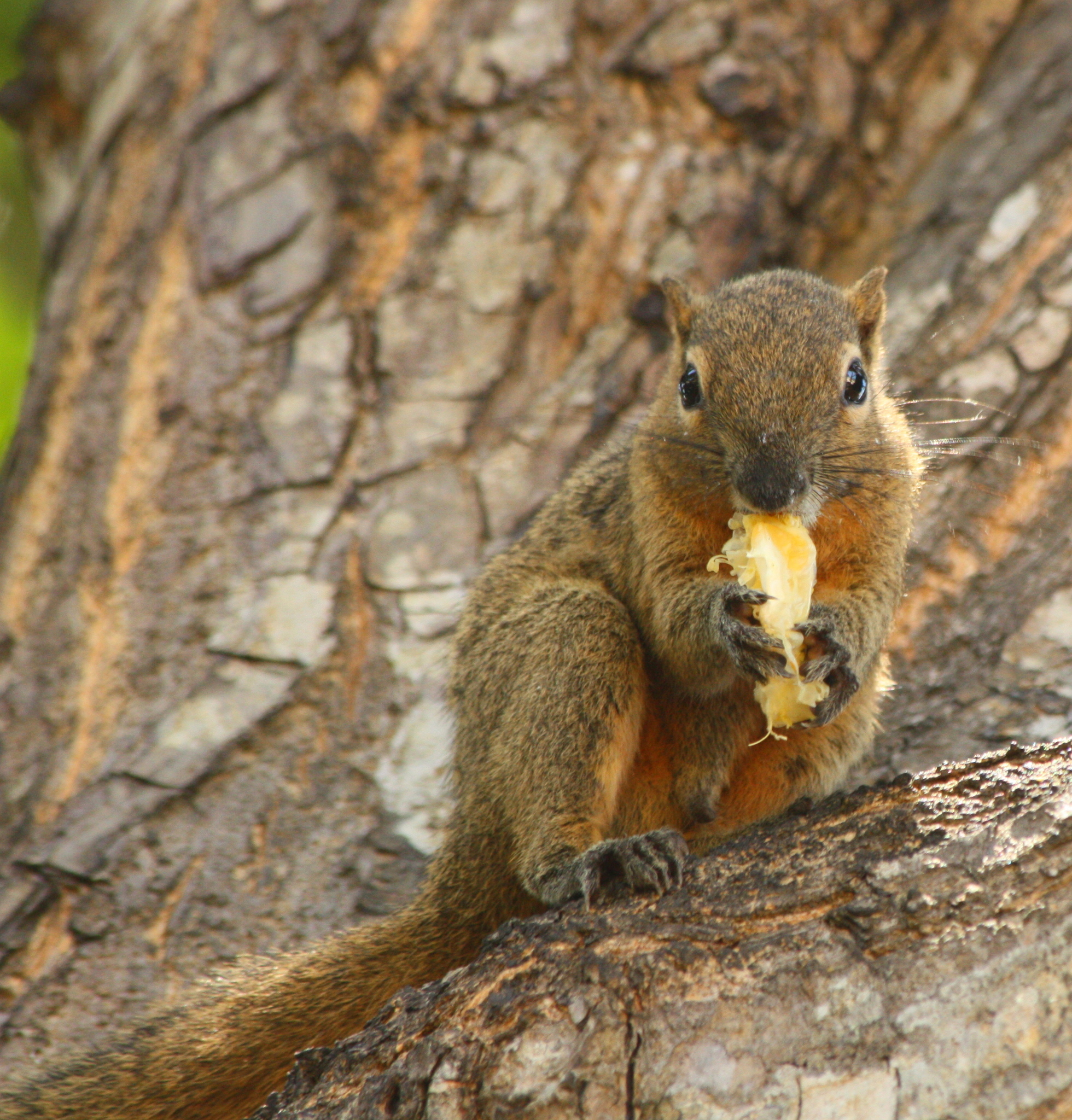